# Турку
Ту̀рку (на фински Turku, на шведски: Åbo, О̀бу) е град в Югозападна Финландия, център на провинция Западна Финландия.
Разположен е при вливането на река Аура в Балтийско море и има население 176 401 души по данни от преброяването на 31 март 2010 г. Понастоящем е 5-ият по население град във Финландия.
Турку е финландският град с най-дълга история, тъй като е създаден през 13 век. Дълго време след създаването си градът е най-голям по население в страната.
Около 1600 г. Турку е вторият най-голям град в Швеция с население от 4000 жители. В него може да се търгува във всеки ден от седмицата, докато в повечето градове това е позволено само в четвъртък.
. Между 1809 и 1812 г. е бил столица на Финландия. Когато обаче руснаците завладяват Финландия, те решават, че Турку е твърде близо до шведската граница и преместват административните функции на столичния град в Хелзинки.
В Турку е създаден първият кралски университет в страната. В наши дни градът е официално седалище на финландската лутеранска църква. През 1827 г. в Турку се разразява огромен по мащабите си пожар, който унищожава по-голямата част от града.

## Побратимени градове
- Берген, Норвегия от 1946 г.
- Братислава, Словакия от 1976 г.
- Варна, България от 1963 г.
- Гданск, Полша от 1958 г.
- Гьотеборг, Швеция от 1946 г.
- Констанца, Румъния от 1963 г.
- Кьолн, Германия от 1967 г.
- Орхус, Дания от 1946 г.
- Росток, Германия от 1963 г.
- Санкт Петербург, Русия от 1953 г.
- Сегед, Унгария от 1971 г.
- Тарту, Естония от 2008 г.
- Тиендзин, Китай от 2000 г.
- Флоренция, Италия от 1992 г.

## Сътрудничество
- Куресааре, Естония
- Талин, Естония

## Известни личности
Родени в Турку
- Александер фон Нордман (1803 – 1866), зоолог
- Пааво Нурми (1897 – 1973), лекоатлет
- Арвид Хорн (1664 – 1742), шведски държавник
- Ярно Сааринен (1945 – 1973), мотоциклетен състезател

Починали в Турку
- Адолф Ернрот (1905 – 2004), генерал